# Ґжмйонца (Ґродзиський повіт)
Ґжмйонца (пол. Grzmiąca) — село в Польщі, у гміні Жаб'я Воля Ґродзиського повіту Мазовецького воєводства.
Населення — 126 осіб (2011).
У 1975-1998 роках село належало до Скерневицького воєводства.

## Демографія
Демографічна структура станом на 31 березня 2011 року:
|          | Загалом | Допрацездатний вік | Працездатний вік | Постпрацездатний вік |
| -------- | ------- | ------------------ | ---------------- | -------------------- |
| Чоловіки | 63      | 17                 | 42               | 4                    |
| Жінки    | 63      | 8                  | 40               | 15                   |
| Разом    | 126     | 25                 | 82               | 19                   |